# العلاقات النمساوية الإندونيسية
العلاقات النمساوية الإندونيسية هي العلاقات الثنائية التي تجمع بين النمسا وإندونيسيا.

## مقارنة بين البلدين
هذه مقارنة عامة ومرجعية للدولتين:
| وجه المقارنة                                              | النمسا                                                    | إندونيسيا         |
| --------------------------------------------------------- | --------------------------------------------------------- | ----------------- |
| المساحة (كم2)                                             | 83.86 ألف                                                 | 1.90 مليون        |
| عدد السكان (نسمة)                                         | 8.81 مليون                                                | 263.99 مليون      |
| الكثافة السكانية (ن./كم²)                                 | 105.06                                                    | 138.94            |
| العاصمة                                                   | فيينا                                                     | جاكرتا            |
| اللغة الرسمية                                             | اللغة الألمانية، لغة الإشارة النمساوية ‏                   | اللغة الإندونيسية |
| العملة                                                    | يورو، شلن نمساوي، رايخ مارك، شلن نمساوي                   | روبية إندونيسية   |
| الناتج المحلي الإجمالي (بليون دولار)                      | 416.60 مليار                                              | 1.02 تريليون      |
| الناتج المحلي الإجمالي (تعادل القوة الشرائية) بليون دولار | 426.99 مليار                                              | 2.85 تريليون      |
| الناتج المحلي الإجمالي الاسمي للفرد دولار أمريكي          | 43.77 ألف                                                 | 3.35 ألف          |
| الناتج المحلي الإجمالي للفرد دولار أمريكي                 | 47.68 ألف                                                 | 10.52 ألف         |
| مؤشر التنمية البشرية                                      | 0.885                                                     | 0.684             |
| رمز المكالمات الدولي                                      | +43                                                       | +62               |
| رمز الإنترنت                                              | .at                                                       | .id               |
| المنطقة الزمنية                                           | توقيت وسط أوروبا، ت ع م+01:00، ت ع م+02:00، أوروبا/فيينا ‏ |                   |

## منظمات دولية مشتركة
يشترك البلدان في عضوية مجموعة من المنظمات الدولية، منها:
| علم المنظمة | اسم المنظمة                               | تاريخ انضمام النمسا | تاريخ انضمام إندونيسيا |
| ----------- | ----------------------------------------- | ------------------- | ---------------------- |
|             | بنك التنمية الآسيوي                       | 1966                | 1966                   |
|             | مؤسسة التنمية الدولية                     | 28 يونيو 1961       | 20 أغسطس 1968          |
|             | يونسكو                                    | 13 أغسطس 1948       | 27 مايو 1950           |
|             | وكالة ضمان الاستثمار متعدد الأطراف        | 16 ديسمبر 1997      | 12 أبريل 1988          |
|             | الأمم المتحدة                             | 14 ديسمبر 1955      | 28 سبتمبر 1950         |
|             | الفريق المعني برصد الأرض                  | ?                   | ?                      |
|             | الاتحاد البريدي العالمي                   | ?                   | ?                      |
|             | البنك الدولي للإنشاء والتعمير             | 27 أغسطس 1948       | 13 أبريل 1967          |
|             | الاتحاد الدولي للاتصالات                  | 1866                | 1949                   |
|             | منظمة حظر الأسلحة الكيميائية              | ?                   | ?                      |
|             | مؤسسة التمويل الدولية                     | 28 سبتمبر 1956      | 23 أبريل 1968          |
|             | المركز الدولي لتسوية المنازعات الاستشارية | 24 يونيو 1971       | 28 أكتوبر 1968         |
|             | منظمة التجارة العالمية                    | ?                   | ?                      |
|             | منظمة الشرطة الجنائية الدولية             | ?                   | 5 أكتوبر 1954          |

## أعلام
هذه قائمة لبعض الشخصيات التي تربطها علاقات بالبلدين:
- لونا مايا (26 أغسطس 1983 – )

## وصلات خارجية
- موقع وزارة الخارجية النمساوية
- موقع وزارة الخارجية الإندونيسية